# Heavy Rain
Heavy Rain ist ein Videospiel, das vom französischen Entwicklerstudio Quantic Dream unter der Leitung des Gründers David Cage für die PlayStation 3 entwickelt wurde. Es ist dem Genre des interaktiven Films mit Elementen eines Action-Adventures zuzuordnen. Die Veröffentlichung erfolgte durch Sony Computer Entertainment weltweit im Februar 2010. Im Juni 2015 gab Sony bekannt, dass Heavy Rain zusammen mit Beyond: Two Souls als Remastered für die PlayStation 4 erscheinen wird. Diese PS4-Version des Spiels wurde weltweit im März 2016 veröffentlicht. Am 24. Juni 2019 wurde die PC-Version des Spiels für Microsoft Windows im Epic Games Store, am 18. Juni 2020 bei Steam und am 22. September 2023 bei GOG.com veröffentlicht.

## Handlung

### Hauptgeschichte
Die Handlung von Heavy Rain ist abhängig von den Entscheidungen des Spielers und dessen Erfolgen in Geschicklichkeitspassagen. Der Ablauf der Handlung wird bis zum Finale jedoch geringfügig beeinflusst, wogegen das Finale und die Zukunft der Figuren von diesen Entscheidungen stärker beeinflusst werden.
Die Grundgeschichte spielt im Jahr 2011 und stellt eine Mordserie an mehreren Jungen in einer nicht näher bezeichneten US-amerikanischen Großstadt dar. Diese Mordserie erfolgt seit zwei Jahren immer im Herbst; die Morde laufen stets nach demselben Schema ab: Die Jungen verschwinden und werden einige Tage später ertränkt auf Brachflächen in der Nähe von Eisenbahnschienen gefunden. Ihre Gesichter sind mit Matsch bedeckt, auf ihrer Brust liegt eine Orchidee und in der Hand wird eine Origami-Figur abgelegt. Aufgrund dieser Tatsache wird der Mörder als Origami-Killer bezeichnet.
Ethan Mars wird in den Fall verwickelt, als sein Sohn Shaun bei einem Spielplatzbesuch verschwindet. Bereits zwei Jahre zuvor kam Ethans zweiter Sohn Jason aufgrund der Unachtsamkeit seines Vaters bei einem Unfall ums Leben. Später erhält Ethan einen Brief, der ihn zu einem Schließfach führt. In ihm findet er einen Karton mit fünf Origami-Figuren, einem Handy und einer Waffe. Jede der fünf Origami-Figuren enthält eine Aufgabe, die er bewältigen muss, um die Liebe zu seinem Sohn zu beweisen und diesen dadurch wiederzufinden. Ethan flieht vor Reportern, die ihn nach dem Verschwinden seines Sohnes belagern, in ein Motel, wo er die Journalistin Madison Paige trifft. Diese hilft ihm und steht ihm auch nach den Aufgaben zur Seite: So muss Ethan in einem Wagen mehrere Kilometer entgegen der Fahrspur auf einem Highway zurückzulegen, in einem alten Kraftwerk durch einen engen Gang kriechen, dessen Boden mit Glasscherben bedeckt ist, durch eine Reihe Kondensatoren klettern, sich ein Fingerglied abschneiden, einen Drogenhändler töten und Gift schlucken, das nach einer Stunde zu wirken beginnt. Nach erfolgreicher Beendigung einer Aufgabe erhält er einen Film für sein Handy, der Shaun in seinem Gefängnis – einem Schacht, in den immer mehr Wasser reinregnet und Shaun dem Ertrinken näher bringt – zeigt, sowie einen Teil der Adresse dieses Ortes.
FBI-Agent Norman Jayden und Privatdetektiv Scott Shelby untersuchen unabhängig voneinander den Fall. Norman in Zusammenarbeit mit der lokalen Polizei und deren Lieutenant Carter Blake, Scott nach eigenen Angaben im Auftrag der Familien der Opfer. Anfangs beschäftigt sich Scott vor allem mit der Befragung der Eltern der verstorbenen Kinder, unter anderem auch mit der Prostituierten Lauren Winter, die sich ihm später anschließt.
Norman und Carter verfolgen zwei falsche Spuren, bevor sie nach einer Aussage von Ethans Ex-Frau diesen als Verdächtigen betrachten. Nach einem Besuch bei Ethans Psychologen erhärtet sich dieser Verdacht. Sie spüren ihn in einem alten Wohnhaus auf, wo Ethan seine dritte Aufgabe – das Abschneiden eines Fingergliedes – bewältigen muss. Auch Madison kommt hinzu und will Ethan zur Flucht verhelfen. Diese gelingt entweder noch vor der Verhaftung oder nach der Verhaftung während des Verhörs unter Mithilfe von Norman, der von Mars’ Unschuld überzeugt ist.
Auch Scott und Lauren führen ihre Ermittlungen fort und treffen dabei unter anderem auf den Industriellensohn Gordi Kramer und seinen Vater Charles, die sich deren Ermittlungen widersetzen, Scott bestechen wollen und bedrängen. Während eines Besuches bei dem Antiquitätenhändler Manfred wird dieser ebenfalls vom Origami-Killer ermordet.
Weitere Abschnitte des Spiels werden bei erfolgreicher Ermittlungsarbeit seitens Norman und Madison freigeschaltet: Unter anderem eine Sequenz, in der Norman auf einem Schrottplatz ermittelt, eine, in der Madison an einen verrückten Chirurgen gerät oder eine Sequenz mit beiden Figuren in einer Disco. Die spielbaren Charaktere geraten im Laufe der Handlung mehrfach in Situationen, in denen sie sterben können. Ist dies der Fall, endet das Spiel nicht, sondern der Spieler kann mit den verbliebenen Figuren das Ziel des Spiels, Shaun Mars zu retten, weiterhin erreichen.

### Finale und Handlungsvariationen
Sowohl in Person von Madison Paige als auch in Person von Norman Jayden kann der Spieler herausfinden, dass Scott Shelby der Origami-Killer ist. Er hat gegen sich selbst ermittelt, um seine eigenen Spuren zu verwischen. Scheitert der Spieler daran, wird die Identität des Mörders dennoch in einer Sequenz offenbart. Shelby verlor als Junge seinen Bruder, nachdem dieser beim Spielen in einem Kanalrohr hängen blieb und ertrank. Shelbys Vater, ein Alkoholiker, war aufgrund von Trunkenheit nicht imstande, seinen Sohn zu retten. Shelby, der durch das Ereignis traumatisiert wurde, will mit seinen Handlungen herausfinden, ob es Väter gibt, die alles tun würden, um ihre Söhne zu retten.
Im Gegensatz zu vielen Adventures, wo nur eine Lösung zum Ziel führt, existieren bei Heavy Rain mehrere Wege zur Rettung des Jungen. Auch wenn es dem Spieler beim ersten Durchspielen nicht bewusst ist, sind manche Entscheidungen, die der Spieler treffen muss, nicht zwingend. So muss sich beispielsweise der Vater des entführten Kindes nicht den Aufgaben des Täters stellen, weil das Kind durch die anderen Spielcharaktere Madison Paige und Norman Jayden gerettet werden kann. Im besten Fall können also alle drei Figuren Shaun Mars zu Hilfe kommen. Der Origami-Killer/Scott Shelby selbst kann in einem finalen Kampf auch von einem der drei Spielcharaktere getötet werden. Sollten alle drei Figuren beim Auffinden des Jungen versagen, besteht die Möglichkeit, dass der Origami-Killer von Lauren Winter getötet wird, wenn diese zuvor vom Spieler gerettet wurde. Es bestehen also mehrere Möglichkeiten eine im Spielverlauf ungünstige Entscheidung zu kompensieren.
Je nach Handlungsverlauf und Anzahl und Identität der überlebenden Charaktere kann es zu mehreren verschiedenen Endsequenzen kommen. Diese Endsequenzen reichen von einer, in der Mars und Paige ein Paar werden und mit Shaun gemeinsam in eine Wohnung ziehen bis hin zu einer, in der Mars als Origami-Killer verhaftet und in eine psychiatrische Klinik eingeliefert wird und sich dort in seiner Zelle erhängt.

### Heavy Rain Chronicles
Die Heavy Rain Chronicles sind Geschichten, die vor der Handlung der Hauptstory spielen. Die erste Folge Der Tierpräparator (im englischen Original: The Taxidermist) wurde am 1. April 2010 als Zusatzinhalt im PlayStation Network angeboten. Sie war außerdem mit im Originalspiel enthalten, wenn man das Spiel bei bestimmten Händlern vorbestellte, ebenso auf der Special Edition sowie der Heavy Rain: Move Edition.
Im Juli 2010 kündigte David Cage von Quantic Dream an, dass die Chronicles für unbestimmte Zeit verschoben seien, da die Produktion von Heavy Rain: Move Edition die Zeit dafür in Anspruch nehme. Jedoch sagte er auch, dass die Arbeiten an den Chronicles wahrscheinlich fortgesetzt werden, sobald die Move Edition fertiggestellt sei.
In der ersten Episode, Der Tierpräparator spielt man Madison, die den Tierpräparator Leland White besucht, um ihn über den Origamikiller zu interviewen. Da sie das Haus leer vorfindet, bricht sie ein und findet auf der zweiten Etage mehrere weibliche Leichen, ausgestopft und in verschiedenen Positionen, sowie eine frisch ausgenommene Leiche im Badezimmer. Nachdem Madison die Informationen gesammelt hat, hört sie Lelands Auto und versteckt sich in verschiedenen Räumen des Hauses. Schließlich entkommt sie und berichtet der Polizei. Jedoch wird am Ende der Episode aufgelöst, dass er nicht der Origamikiller ist. Auch in dieser Episode sind mehrere Enden möglich.

### Spielbare Charaktere
- Ethan Mars ist ein geschiedener Architekt. Zwei Jahre vor Beginn der Geschichte des Spiels wird sein älterer Sohn Jason bei einem Autounfall getötet, durch den er selbst in ein sechsmonatiges Koma fällt. Depressiv und von Trauer übermannt, trennt er sich von seiner Frau und distanziert sich immer weiter emotional von seinem jüngeren Sohn Shaun. Als Shaun vom Origami-Killer entführt wird, ist er dennoch bereit, alles für seine Rettung zu tun. Seit dem Unfall mit Jason hat Ethan eine Agoraphobie.
- Madison Paige ist eine ledige Fotojournalistin. Sie schläft zeitweise in Motels, weil sie nur dort ihre chronische Schlaflosigkeit überwinden kann. Sie wird in den Fall des Origami-Killers hineingezogen und führt eigene Ermittlungen zur Ergreifung des Täters.
- Norman Jayden ist ein FBI-Profiler, der die örtliche Polizei bei den Ermittlungen im Origami-Killer-Fall unterstützt. Jayden besitzt eine Hightech-Brille (ARI), die die Untersuchung der Tatorte und Beweise erleichtert. Er hat außerdem mit seiner Sucht für die fiktive Droge Triptokain zu kämpfen und leidet zeitweise an Entzugserscheinungen. Er verurteilt die groben Verhör- und Ermittlungsmethoden von Carter Blake und gerät deswegen mit diesem mehrfach aneinander.
- Scott Shelby ist ein pensionierter Polizist, der als Privatdetektiv arbeitet. Im Auftrag der Familien der bisherigen Opfer des Origami-Killers führt er Ermittlungen in dem Fall.

### Nebencharaktere
- Lauren Winter ist eine Prostituierte, deren Sohn vom Origami-Killer getötet wurde. Nachdem Scott Shelby sie dazu befragte, schließt sie sich diesem an und hilft ihm zeitweise bei seinen Ermittlungen.
- Carter Blake ist Lieutenant bei der Polizei und untersucht ebenfalls den Origami-Killer-Fall. Er ist brutal und rücksichtslos, zieht häufig vorschnelle Schlüsse und versucht, Verdächtige durch Gewalt zu Geständnissen zu zwingen.
- Jason Mars ist der ältere Sohn von Ethan Mars. Er kommt zu Beginn des Spiels bei einem Autounfall ums Leben.
- Shaun Mars ist der jüngere Bruder von Jason und wird von dem Origami-Killer entführt. Seit dem Unfall seines Bruders und der Trennung seiner Eltern ist er allerdings sehr zurückgezogen.

## Spielprinzip und Technik
Das Spiel verfügt über eine Steuerung, bei der die Vorwärtsbewegung der Spielfigur nicht wie üblich über den Analog-Stick, sondern über eine der Tasten (R2) des Gamepads erfolgt. Durch die analoge Funktion der Taste kann die Bewegungsgeschwindigkeit des Charakters gesteuert werden, indem sie fester oder sanfter gedrückt wird. Über den linken Analogstick wird die Blickrichtung und in Abhängigkeit dieser dann die Bewegungsrichtung gesteuert. Die Charakterbewegung soll so von der Kameraperspektive, die mit L1 ausgewählt wird, losgelöst werden, um zu verhindern, dass der Spieler die Orientierung verliert. Die weitere Steuerung der Interaktionen erfolgt über ein kontextsensitives Menü, das aus den momentanen Gedanken des Charakters besteht und mit L2 aufgerufen wird. Diese Gedanken schwirren um den Kopf der Spielfigur und verschwimmen von Zeit zu Zeit, was die Möglichkeit eröffnet, dass sie zum falschen Zeitpunkt gewählt werden und der Charakter so etwas Falsches sagt oder ausführt.
Actionsequenzen, zum Beispiel wenn der Spieler angegriffen wird, werden als Quick-Time-Events dargestellt. Hierbei werden dem Spieler verschiedene Symbole präsentiert, die erfordern, dass er rechtzeitig die entsprechenden Tasten drückt, den rechten Analogstick in eine bestimmte Richtung bewegt oder den Controller schüttelt.
Ende September 2010 erschien die Version mit Move-Controller-Unterstützung.
In der Windows-Version können die Charaktere mit Maus und Tastatur gesteuert werden. Dabei kommen u. a. Mausgesten anstelle der Analogsticks zum Einsatz.

## Produktionsnotizen

### Entwicklung
Quantic Dream begann im Februar 2006 mit der Arbeit an Heavy Rain. Details über den Spielinhalt wurden zunächst nur spärlich bekannt gegeben. So war auf der offiziellen Homepage des Vertreibers Sony Computer Entertainment nur die Tagline „How Far Will You Go To Save Someone You Love?“ (Wie weit wirst Du gehen, um jemanden zu retten, den Du liebst?) zu finden, auf einem Poster „How Far Are You Prepared To Go To Save Someone You Love?“ (Wie weit bist Du bereit zu gehen, um jemanden zu retten, den Du liebst?).

#### DemoThe Casting
Auf der E3 2006 wurde eine erste Demonstration der verwendeten Technik gezeigt. Dazu diente eine in Echtzeit berechnete Szene namens The Casting, die ein fiktives Vorsprechen für eine weibliche Rolle zeigte. Die Demo präsentierte ein komplexes Zusammenspiel aus Gestik, Mimik, echtzeitberechneten Tränen, Falten, Hautschattierungen und bildsynthetischen Merkmalen wie Schärfentiefe, Kugelflächenfunktionen, Belichtung, HDRR in einer kurzen emotionalen Geschichte. Die virtuelle Schauspielerin basiert auf der franko-amerikanischen Schauspielerin Aurélie Bancilhon, deren Mimik per Motion Capture mit Vicon MX40-Kameras aufgenommen und um ein Muskelsystem erweitert wurde. Zur Zeit der Erstellung dieses Prototyps war die Forschung und Entwicklung des Spiels selbst noch nicht weit vorangeschritten, er diente als Beispiel dessen, was in einem kurzen Zeitraum erreichbar ist. Die verwendete Technik ermöglicht die Animation von Haaren, Zunge, Augen, Pupillenveränderungen und Fingern mittels der Physik-Engine, die ebenfalls eine Nachbearbeitung in Echtzeit unterstützt.

#### Vorstellung der Charaktere
Auf der SCEI-Pressekonferenz auf der Games Convention 2008 wurde Madison Paige in einer Demo unter dem Titel The Origami Killer als neuer Charakter vorgestellt. Auf der Gamescom 2009 wurde ein weiterer Trailer gezeigt, der den spielbaren Charakter Ethan Mars vorstellte. Zudem wurden auf dieser Messe erste spielbare Demoversionen gezeigt.

#### Demoversion
Kurz vor der Veröffentlichung wurde im Februar 2010 eine spielbare Demo auf dem PlayStation Network veröffentlicht, die zwei spielbare Abschnitte beinhaltete.

### Ansichten der Entwickler
David Cage umreißt Heavy Rain als Film-noir-Thriller mit Inhalten für Erwachsene, der Alltagssituationen ohne übernatürliche Elemente bietet. Der ausführende Produzent Guillaume de Fondaumière verneinte jedoch deutlich, dass es sich um eine Lebenssimulation handle. David Cage wörtlich über die Kernaussage des Spiels:

“The real message [of the game] is about how far you’re willing to go to save someone you love.”

„Die wahre Aussage [des Spiels] ist, wie weit man bereit ist zu gehen, um jemanden zu retten, den man liebt.“

Das Spiel ist für David Cage ein Medium, Geschichten zu erzählen, an denen der Spieler interaktiv mit allen Emotionen teilhaben kann. Für ihn sei zurzeit dieses Medium das aufregendste. Nach Heavy Rain habe er kein Interesse mehr an der Entwicklung von konventionellen Shootern, Jump-’n’-Run-Spielen o. Ä., teilte er in einem Interview mit. Um die Szenen besonders detailliert zu gestalten, sei die Spielwelt recht klein gehalten.

### Soundtrack
Der Soundtrack für das Spiel wurde vom kanadischen Komponisten Normand Corbeil komponiert und in den Abbey Road Studios in London aufgenommen.

### Schauspieler und Synchronisation
Die Synchronisation entstand unter Leitung der 4-Real Intermedia GmbH in Offenbach.
| Schauspieler                                      | Rolle         | Deutsche Synchronstimme  |
| ------------------------------------------------- | ------------- | ------------------------ |
| Pascal Langdale                                   | Ethan Mars    | Johannes Steck           |
| Jacqui Ainsley (Schauspiel) Judi Beecher (Stimme) | Madison Paige | Claudia Urbschat-Mingues |
| Leon Ockenden                                     | Norman Jayden | Moritz Brendel           |
| Sam Douglas                                       | Scott Shelby  | Richard van Weyden       |
| Aurélie Bancilhon                                 | Lauren Winter | Nora Jokhosha            |
| Mike Powers                                       | Carter Blake  | Oliver Krietsch-Matzura  |
| Paul Bandey                                       | Captain Perry | Helmut Winkelmann        |
| Norman Stokle                                     | Manfred       | Michael Deckner          |
| Michael Rickwood                                  | Brad Silver   | Mario Hassert            |
| David Gasman                                      | Hassan        | Achim Barrenstein        |
| David Gasman                                      | Sam Walker    | Mario Hassert            |
| David Gasman                                      | Paco          | Michael Lucke            |

### Fortsetzung
David Cage sagte in einem Interview auf der Gamescom 2010, dass eine Fortsetzung unwahrscheinlich sei:

“I’m not sure there will be a Heavy Rain 2. I’m not a guy who does sequels, because, when you work on a story, you have something to say. It’s a response to a moment of your life and what you want to express. […] I mean, there are so many great stories to tell. That’s why just doing sequels of sequels of sequels doesn’t make any sense.”

„Ich bin nicht sicher, ob es ein Heavy Rain 2 geben wird. Ich bin nicht der Typ der Fortsetzungen macht, denn, wenn man an einer Geschichte schreibt, hat man etwas zu sagen. Es ist eine Antwort auf einen Moment in deinem Leben und was du ausdrücken möchtest. […] Es gibt so viele großartige Geschichten zu erzählen. Deswegen ergeben Fortsetzungen von Fortsetzungen von Fortsetzungen keinen Sinn.“

### Verfilmung
New Line Cinema und Quantic Dream Pictures erhielten die Rechte für eine Verfilmung schon direkt nach der ersten Tech-Demo von der E3 2006. Die Rechte wurden später von Unique Features in einer Auktion erworben. Unique Features ist eine Produktionsfirma, gegründet von zwei ehemaligen New Line Angestellten, Bob Shaye und Michael Lynne. Shaye und Lynne erwarben die Rechte für den Film aus eigener Tasche, obwohl Warner Bros. die sogenannten „First Look“ Rechte hat. Warner Bros. kaufte vorher nämlich New Line auf. Der Film wurde schnell von Warner Bros. aufgegriffen und David Milch, Schreiber für NYPD Blue und Deadwood, soll die Spielgeschichte für die große Leinwand anpassen. Shaye gibt an, dass Milchs „erstaunliche Fähigkeit große und komplexe Storys in fesselnde Filme zu verwandeln, ihn zu einem perfekten Partner“ für die Verfilmung machen. Bislang (Stand 2024) ist der Film nicht erschienen.

## Rezeption
Heavy Rain bekam von der Fachpresse weitgehend überragende Wertungen. So vergaben IGN 9 von 10 und Famitsu 37 von 40 Punkten sowie M! Games 85 %.
Bei Metacritic liegt das Spiel bei 87 % positiven Rezensionen. Doch das Spiel musste auch Kritik einstecken; so lobte etwa GamePro die emotionale Story und vergab das Prädikat „Empfehlenswert“, kritisierte aber zugleich die Logiklöcher und hanebüchenen Wendungen der Handlung. Bis August 2010 konnten weltweit ca. 1,5 Millionen Einheiten des Spiels abgesetzt werden, über 500.000 davon allein in der ersten Verkaufswoche außerhalb Japans.

### Zusätzliche Inhalte
Der erste zusätzliche Inhalt Der Tierpräparator bekam ebenfalls positive Bewertungen. So vergab 4Players die Note Sehr Gut und IGN 8 von 10 Punkte. Bei Metacritic liegt die Chronik bei 75 % positiven Rezensionen.

### Auszeichnungen
- Living Games Festival Award – Gold-LiGA[37]
- Abenteuerspiel des Jahres 2010[38]
- PlayStation 3 Spiel des Jahres 2010[39]
- BAFTA Video Games Award für die beste Story des Jahres 2010[40]